# 40.º Prêmio Jabuti
O 40º Prêmio Jabuti foi realizado em 1998, premiando obras literárias referentes a lançamentos de 1997.

## Prêmios
Os premiados foram:
- Carlos Heitor Cony, Márcio Souza e Sérgio Sant'Anna, Romance
- Raduan Nassar, Flávio Moreira da Costa e João Silvério Trevisan, Contos e Crônicas
- Alberto da Costa e Silva, Reynaldo Valinho Alvarez e Marly de Oliveira, Poesia
- Marcelo Gleiser, Sacchetta/Azevedo/Camargos e Joaci Pereira Furtado, Ensaio e Biografia
- José Paulo Pais, Rodolfo Ilari e Sebastião Uchoa Leite, Tradução
- Nilma Gonçalves Lacerda, Katia Canton/Maria Tereza Louro e Luciana Sandroni, Literatura Infantil/Juvenil
- Laura M. Souza/Luiz F. Alencastro, Mary Del Priore (org) e Boris Fausto, Ciências Humanas
- Raimundo N. Queiroz de Leão, Embrapa e Helmut Sick, Ciências Naturais e Medicina
- Silvio R. A. Salinas, Walter F. Wreszinski e Gilberto G. Garbi, Ciências Exatas, Tecnologia e Informática
- Antonio Dias Leite, Maria da Conceição Tavares/José Luís Fiori (org) e Jacques Marcovitch, Economia, Administração, Negócios e Direito
- Cia das Letrinhas, Eva Furnari e Ziraldo Alves Pinto, Ilustração de Livro Infantil ou Juvenil
- Marcelo Mário, Claudia Warrak e Mariana Fix/Pedro Arantes, Capa
- Donaldson Garschagen, Marcos da Veiga Pereira e Alexandre Dorea Ribeiro, Produção Editorial
- George Sanguinetti Fellows, Sérgio Vilas Boas e Sebastião Salgado, Reportagem
- Gilberto Dimenstein, Ana P. Laroca/Maria Helena Passador e Silvio Gallo (coord), Didático de 1o e 2o Grau

## Ver Também
- Prêmio Prometheus
- Os 100 livros Que mais Influenciaram a Humanidade
- Nobel de Literatura